# Bernabé García

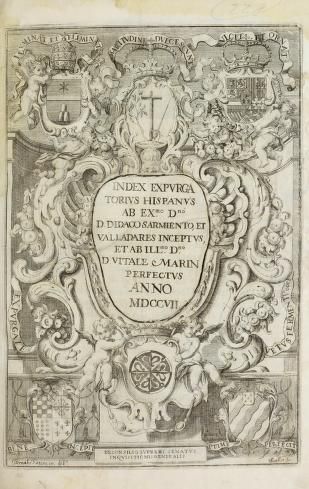
Novissimus librorum prohibitorum et expurgandorum index pro Catholicis Hispanicarum Regnis Philippi V. Reg. Cath. Ann. 1707. Frontispicio calcográfico firmado «Bernabé García in. del.t / Pallot sc.»

Bernabé García (Madrid, 1679-1731) fue un pintor barroco español.
Relativamente bien conocido por la documentación, Bernabé García fue un pintor de cierto renombre a comienzos del siglo XVIII del que no han llegado pinturas firmadas y ninguna obra se ha podido identificar, a excepción del dibujo grabado por Filippo Pallotta para el frontispicio del Novissimus librorum prohibitorum et expurgandorum index (1707), con el título enmarcado en cartela barroca.
Nacido en Madrid en 1679, hijo de un ebanista, se formó según Ceán Bermúdez, con Juan Delgado, aunque por edad posiblemente se trate del padre, de nombre Juan Felipe. En 1699 firmó ya como «profesor del arte de pintor» la tasación de los bienes dejados a su muerte por Francisco Merino, familiar del Santo Oficio. Las tasaciones de pintura fueron para Bernabé García como para otros pintores una fuente complementaria y continuada de ingresos; firmó, entre otras, la tasación de la colección de pinturas de Lorenzo Armengual de la Mota, presidente del Consejo de Hacienda antes de tomar posesión de su nuevo destino como obispo de Cádiz en 1715. No extraña por ello encontrarle entre los pintores que en 1724 dieron poder a Jerónimo Ezquerra y Francisco Rodríguez de Rivera para litigar en contra del monopolio de las tasaciones otorgado por el Consejo de Castilla a Antonio Palomino y Juan García de Miranda. Este último, sin embargo, también discípulo de Juan Felipe Delgado, había mantenido una relación de estrecha amistad con Bernabé García, a quien en 1710 había hecho junto a Delgado, testamentarios de las últimas voluntades de su primera esposa y albaceas, en 1719, del poder para testar compartido con su segunda mujer, Juana del Hierro.
En 1713 contrajo matrimonio con Alfonsa Abad, vecina de Carabanchel, y falleció según Ceán Bermúdez en 1731.
Ceán citaba como suyas algunas pinturas en dos iglesias desaparecidas de Madrid: la del convento de monjas de Santa Teresa, donde además de las pechinas había un crucifijo sobre la puerta pintado por él, y la de San Felipe Neri, donde se encontraban dos cuadritos con San José y la Dolorosa. Pintó además mucho para particulares y «los cuatro doctores para una iglesia de Alcalá».